# Chris Duhon
Chris Nicholas Duhon (Mamou, Luisiana, 31 de agosto de 1982) es un exjugador y entrenador de baloncesto estadounidense que disputó 9 temporadas en la NBA. Con 1,85 metros de estatura, jugaba en la posición de base.

## Carrera

### Universidad
Jugó en el Instituto Salmen en Slidell, Luisiana, donde fue nombrado "Mr. Balling" del estado de Luisiana, estuvo en el McDonald's All-American Team y ganó el concurso de triples del McDonald's.
Duhon llegó a Duke en 2000, donde tuvo un notable rol de reserva del base Jay Williams. Tras la lesión de Carlos Boozer, Williams fue movido a la posición de escolta y Duhon entró como base titular. Los Blue Devils ganaron el campeonato de la NCAA en 2001, y Duhon fue nombrado Rookie del Año en la Atlantic Coast Conference en 2001. 
Tras segunda temporada en la universidad, su reputación creció por su defensa, visión en la cancha, y en especial su versatilidad, promediando 2,3 robos de balón y 5,9 asistencias por partido.
A partir de su año júnior, Duhon se convirtió en un líder instrumental de los Blue Devils. En la temporada 2002-03, lideró a su joven equipo a la Sweet 16, promediando 9,2 puntos, 6,4 asistencias, 4,1 rebotes y 2,2 robos por partido.
En su temporada sénior, Duhon firmó 10 puntos, 6 asistencias, 2,2 robos y 4,1 rebotes para llegar a otra Final Four.
Duhon finalizó su carrera universitaria como el máximo ladrón en la historia de Duke, con 300 robos de balón, el que más minutos ha jugado (4.813) y segundo en asistencias (819). Además, ha sido uno de los mejores jugadores de Duke en proporción ha balones perdidos y asistencias. En sus cuatro años, el balance ha sido de 123 victorias y 21 derrotas, convirtiendo a Duhon en el segundo máximo ganador de la historia de Duke y de la ACC, detrás de Shane Battier (131 victorias). Ayudó a los Blue Devils ha tres campeonatos de conferencia, fue finalista del Premio John R. Wooden, el Universitario del Año y el Premio Adolph Rupp en 2004. Abandonó la universidad como el único jugador de la ACC en anotar 1200 puntos, 800 asistencias, 475 rebotes, 300 asistencias y 125 triples. 
Los promedios en su carrera universitaria fueron de 10 puntos, 6,1 asistencias, 4,1 rebotes y 2,2 robos de balón en 35,4 minutos de juego.

### NBA
En el Draft de la NBA de 2004, fue seleccionado por Chicago Bulls en la posición 38 de la segunda ronda. En su temporada rookie, promedió 5.9 puntos y 4.9 asistencias en 82 partidos, incluidos 73 de titular. En el primer encuentro de la temporada siguiente, Duhon realizó el primer triple-doble de su carrera, anotando 18 puntos, 12 asistencias y 10 rebotes ante Charlotte Bobcats. Sus promedios aumentaron hasta los 8.7 puntos y 5 asistencias por noche. Ya en su tercera temporada como profesional en la NBA, Duhon ha firmado 7.2 puntos y 4 asistencias en 78 partidos, 30 de titular.
En julio de 2008 firmó un contrato con New York Knicks como agente libre.
En julio de 2010 se comprometió por cuatro temporadas y 15 millones de dólares por los Orlando Magic.
El 10 de agosto de 2012, fue traspasado a Los Angeles Lakers en un intercambio entre cuatro equipos.
El 29 de junio de 2013, fue cortado por los Lakers.

### Entrenador
En abril de 2014 fue contratado con asistente de Dan D'Antoni en la Universidad de Marshall. Tras ser arrestado por conducir bajo los efectos del alcohol en 2015, fue suspendido por la universidad.
En enero de 2017, y tras ser de nuevo arrestado por conducir ebrio, dejó su puesto en la universidad.
En la temporada 2018-19 fue asistente los Redbirds de la Universidad Estatal de Illinois.
En 2023 firmó como técnico principal de la Gaston Christian School.

## Estadísticas de su carrera en la NBA

### Temporada regular
| Año     | Equipo      | PJ  | PT  | MPP  | %TC  | %3P  | %TL  | RPP | APP | ROB | TPP | PPP  |
| ------- | ----------- | --- | --- | ---- | ---- | ---- | ---- | --- | --- | --- | --- | ---- |
| 2004–05 | Chicago     | 82  | 73  | 26.5 | .352 | .355 | .731 | 2.6 | 4.9 | 1.0 | .0  | 5.9  |
| 2005–06 | Chicago     | 74  | 38  | 29.1 | .400 | .360 | .818 | 3.0 | 5.0 | .9  | .0  | 8.7  |
| 2006–07 | Chicago     | 78  | 30  | 24.4 | .408 | .359 | .752 | 2.2 | 4.0 | .9  | .1  | 7.2  |
| 2007–08 | Chicago     | 66  | 18  | 22.6 | .387 | .348 | .813 | 1.8 | 4.0 | .7  | .0  | 5.8  |
| 2008–09 | New York    | 79  | 78  | 36.8 | .421 | .391 | .856 | 3.1 | 7.2 | .9  | .1  | 11.1 |
| 2009–10 | New York    | 67  | 59  | 30.9 | .373 | .349 | .716 | 2.7 | 5.6 | .9  | .0  | 7.4  |
| 2010–11 | Orlando     | 51  | 5   | 15.2 | .380 | .250 | .560 | 1.0 | 2.3 | .3  | .0  | 2.5  |
| 2011–12 | Orlando     | 63  | 9   | 19.5 | .419 | .420 | .810 | 1.6 | 2.4 | .6  | .1  | 3.8  |
| 2012-13 | L.A. Lakers | 46  | 9   | 17.8 | .382 | .363 | .462 | 1.5 | 2.9 | .4  | .0  | 2.9  |
| Total   | Total       | 606 | 319 | 25.6 | .393 | .363 | .784 | 2.3 | 4.4 | .8  | .1  | 6.5  |

### Playoffs
| Año   | Equipo      | PJ | PT | MPP  | %TC  | %3P  | %TL   | RPP | APP | ROB | TPP | PPP |
| ----- | ----------- | -- | -- | ---- | ---- | ---- | ----- | --- | --- | --- | --- | --- |
| 2005  | Chicago     | 6  | 5  | 26.5 | .297 | .273 | .818  | 4.3 | 3.5 | .3  | .0  | 6.2 |
| 2006  | Chicago     | 6  | 0  | 21.8 | .360 | .438 | .833  | 2.7 | 2.2 | .3  | .0  | 5.0 |
| 2007  | Chicago     | 9  | 0  | 19.1 | .290 | .316 | .800  | 1.8 | 2.3 | .3  | .1  | 3.6 |
| 2011  | Orlando     | 1  | 0  | 4.0  | .500 | .500 | 1.000 | .0  | .0  | .0  | .0  | 5.0 |
| 2012  | Orlando     | 5  | 0  | 12.2 | .200 | .333 | .000  | 1.4 | 1.8 | 1.0 | .2  | .6  |
| 2013  | L.A. Lakers | 2  | 0  | 34.0 | .364 | .375 | .000  | 1.5 | 3.5 | 1.0 | .5  | 5.5 |
| Total | Total       | 29 | 5  | 20.5 | .315 | .343 | .774  | 2.4 | 2.4 | .5  | .1  | 4.1 |

## Vida personal
Es hijo de Vivian Harper.
Graduado en sociología con un título en mercadotecnia y administración.
Tras el Huracán Katrina, organizó la Chris Duhon Stand Tall Foundation para ayudar a los damnificados.